# Anne Winters
Anne Christine Winters (3. června 1994, Dallas, Texas, Spojené státy americké) je americká herečka, která se proslavila rolemi v seriálech Tyran, Wicked City a 13 Reasons Why. Také si zahrála ve filmech jako Sand Castles (2014), Pass the Light (2015), The Bride He Bought Online (2015) a Mamka a taťka (2017). V roce 2017 začala hrát v seriálu Zac & Mia. Za roli získala cenu Daytime Emmy v kategorii nejlepší výkon herečky v hlavní roli v dramatickém seriálu.

## Životopis
Winters se narodila v Dallasu v Texasu Karen a Harrymu Wintersovým. Navštěvovala křesťanskou akademii Prestonwood, soukromou školu v Planu. V deseti letech zazpívala sólo v aréně American Airlines Center před 24 tisíci lidmi. Původně plánovala nastoupit na univerzitu Southern Methodist University, ale rozhodla se přestěhovat do Los Angeles kvůli herecké kariéře.

## Kariéra
Poprvé se před kamerou objevila jako malá Kathleen v DVD filmu A Christmas Snow. Poté se objevila ve filmu Cooper and the Castle Hills Gang. V roce 2013 získala hostující roli v sitcomu Liv a Maddie na stanici Disney. Během let 2013 a 2014 hrála vedlejší roli Kelsey v seriálu The Fosters na stanici Freeform .
Během let 2014 až 2016 hrála hlavní roli Emmy Al-Fayeed v dramatickém seriálu Tyran, od tvůrce Gideona Raffa na stanici FX. Hlavní roli si zahrála v nezávislém dramatickém filmu Sand Castle v roce 2014. Za roli získala cenu MIFF Awards v kategorii nejlepší obsazení. Ve stejném roce si také zahrála v akčním filmu Fatal Instinct.
V roce 2015 si zahrála ve filmu režiséra Malcolma Goodwina Pass the Light. Jako Avery Lindstorm se objevila v televizním filmu The Bride He Bought Online. Ten samý rok byla obsazena do roli Vicki Roth v dramatickém seriálu stanice ABC Wicked City. Jako Valerie York si zahrála v pilotním dílu stanice NBC Cruel Intentions. Za roli ve filmu The Tribe získala cenu na Mezinárodním filmovém festivalu v Nice v kategorii nejlepší výkon herečky ve vedlejší roli. Po boku Nicolase Cage a Selmy Blairové si zahrála v hororové komedii Mamka a Taťka. Od roku 2017 hraje v seriálu Zac & Mia. Za roli získala cenu Daytime Emmy v kategorii nejlepší výkon herečky ve vedlejší roli v dramatickém seriálu. Roztleskávačku Chlöe Race si zahrála v Netflixovém dramatickém seriálu Proč? 13x proto a zahrála si v komedii Večerní škola. V roce 2018 získala jednu z hlavních rolí v seriálu Grand Hotel na stanici ABC

## Filmografie

### Film
| Rok  | Název                            | Role            | Poznámky            |
| ---- | -------------------------------- | --------------- | ------------------- |
| 2009 | Gloria                           | studentka       | krátkometrážní film |
| 2010 | A Christmas Snow                 | malá Kathleen   |                     |
| 2011 | Cooper and the Castle Hills Gang | Lauren          |                     |
| 2014 | Sand Castles                     | Lauren Daly     |                     |
| 2014 | Fatal Instinct                   | Kelly Decker    |                     |
| 2015 | Pass the Light                   | Gwen            |                     |
| 2015 | The Bride He Bought Online       | Avery Lindstrom |                     |
| 2016 | The Tribe                        | Sarah           |                     |
| 2017 | #REALITYHIGH                     | Holly           |                     |
| 2017 | Mamka a taťka                    | Carly Ryan      |                     |
| 2018 | Večerní škola                    | Mila            |                     |
| 2019 | Countdown                        | Courtney        |                     |

### Televize
| Rok        | Název            | Role           | Poznámky                        |
| ---------- | ---------------- | -------------- | ------------------------------- |
| 2013       | Liv a Maddie     | Kylie Kramer   | díl: „Steal-a-Rooney“           |
| 2013–2014  | The Fosters      | Kelsey         | 6 dílů                          |
| 2014–2016  | Tyran            | Emma Al-Fayeed | 16 dílů                         |
| 2015       | Wicked City      | Vicki Roth     | 8 dílů                          |
| 2016       | Cruel Intentions | Valerie York   | neprodaný televizní pilotní díl |
| 2017–dosud | Zac & Mia        | Mia Phillips   | hlavní role                     |
| 2018–dosud | Proč? 13x proto  | Chlöe Rice     | 13 dílů                         |
| 2019       | Grand Hotel      | Ingrid         | hlavní role, 13 dílů            |